# Beita
Beita är ett stadsdistrikt i Shaoyangs stad på prefekturnivå i Hunan-provinsen i södra Kina. Det ligger omkring 190 kilometer sydväst om provinshuvudstaden Changsha.